# Breakaway (píseň)
Breakaway (česky Utéct) je první singl Kelly Clarkson (Severní Amerika, Brazílie, Latinská Amerika a Austrálie) a pátý singl (Velká Británie) ze stejnojmenného alba. Po neslavných singlech z předešlého alba je Breakaway považován za comeback této Američanky.
Single napsala Avril Lavigne, B. Beneate a Michael Gerrard, produkoval ho John Shanks. Song byl původně napsán na album Under My Skin Kanaďanky Avril Lavigne, ale nakonec se jí píseň zdála na její druhé album nevhodná. Následkem toho bylo, že se tohoto songu chytl producentský tým kolem Clarkson a vznikla titulní píseň k filmu Deník princezny2: Královské povinnosti.
Díky úspěchu tohoto singlu nemusela Clarkson dlouho hledat název pro své druhé album – pojmenovat ho Breakaway jí přišlo naprosto ideální.

## Videoklip
Hudebně je tato píseň velice podobná singlu, který vyšel před 25 lety skupině ABBA a nesl název Cassandra.
Díky tomu, že singl je oficiální melodií k filmu Deník princezny 2: Královské povinnosti, tak i klip je propojen scénami z filmu a záběry, kterak se Clarkson vžívá zpět do svých dětských let a přeje si stát se herečkou. Nakonec klip končí tak, že je ukázaná Kelly Clarkson v současnosti jako úspěšná superhvězda.
Klip, kterým se song prezentuje ve Velké Británii, je natočen během koncertu v Londýně.

## Hitparádové výsledky
Po neúspěšných singlech Low a The Trouble With Love Is byla Kelly Clarkson podle některých kritiků odepsaná. A její vítězství v American Idol bylo dávnou minulostí. Nicméně Breakaway se stalo jedním z nejúspěšnějších singlů roku 2004. Píseň se stala populární jak mezi dětmi tak i mezi dospělými.
Píseň se sice nedostala na vrchol Billboard Hot 100, v patrnost vešla hlavně díky setrvačnosti v hitparádě. Do pořadí naskočila v srpnu 2004 a vypadla až v červenci 2005.
Proto se singl stal také jedním z nejúspěšnějších singlů vůbec. Tato hitparádová setrvačnost je přisuzována hlavně díky digitálnímu stahování, díky němuž dostala třikrát platinovou desku – tedy prodala více než 600 000 nosičů.
V Austrálii debutoval singl na čísle 10, ale poté už nebyl schopen dosáhnout lepšího umístění. Vysoké popularitě se píseň těšila v Kanadě, kde se vyšplhala až na 2. místo. Úspěchy zaznamenala i v evropských zemích. Ve Velké Británii a Nizozemí byl singl vydán až 26. června 2006.

## Umístění ve světě
| Hitparáda      | Umístění |
| -------------- | -------- |
| Austrálie      | 10       |
| Brazílie       | 17       |
| Kanada         | 3        |
| Německo        | 13       |
| Nizozemsko     | 9        |
| Indonésie      | 1        |
| Irsko          | 12       |
| Mexiko         | 74       |
| Nový Zéland    | 12       |
| Polsko         | 13       |
| Singapur       | 1        |
| Velká Británie | 22       |
| USA            | 6        |
| Česko          | 53       |
| Filipíny       | 1        |
| Svět           | 17       |

## Úryvek textu
I'll spread my wings and I'll learn how to fly.
I'll do what it takes till I touch the sky.
Make a wish, take a chance,
Make a change, and breakaway.
Out of the darkness and into the sun.
But I won't forget all the ones that I love.
I'll take a risk, take a chance,
Make a change, and breakaway